# آلفين جونز
آلفين جونز (بالإنجليزية: Alvin Jones) (9 يوليو 1994 في ترينيداد وتوباغو - ) هو لاعب كرة قدم ترينيداد وتوباغو في مركز الظهير.

## وصلات خارجية
- آلفين جونز على موقع قاعدة بيانات كرة القدم.إي يو (الإنجليزية)
- آلفين جونز على موقع ناشيونال فوتبول تيمز (الإنجليزية)
- آلفين جونز على موقع Soccerway.com (الإنجليزية)